# Noord-Zuid Hollandsch Koffiehuis

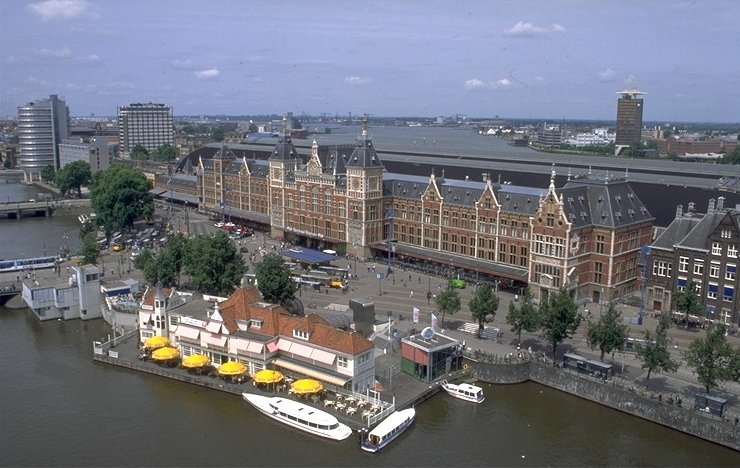
Het Amsterdamse Centraal Station met ervoor het Noord-Zuid Hollandsch Koffiehuis.

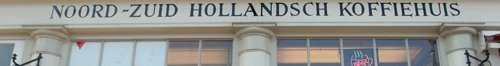
Opschrift

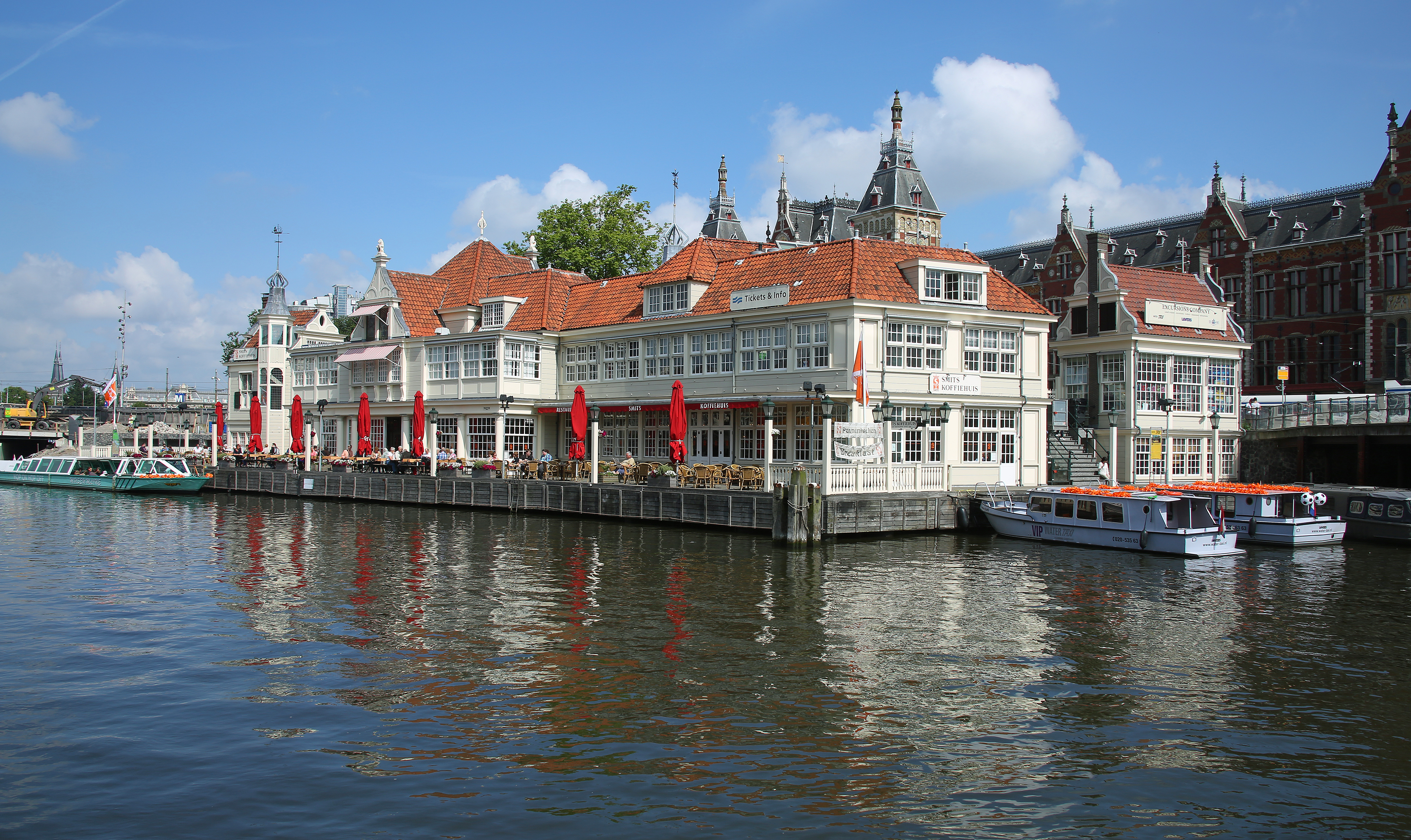
Het Koffiehuis in 2014 met de recente uitbreidingen aan de oostzijde.

Het Noord-Hollands Koffiehuis werd in 1911 aan het Amsterdamse Stationsplein tegenover het Centraal Station gebouwd, naar een ontwerp van architect J.H.W. Leliman. Het ontwerp was geïnspireerd op de Noordhollandse stolpboerderij en het vroegere 'Paalhuis' uit 1562 op de hoek van het Damrak en de Nieuwe Brug.
Op 29 april 1912 werd het geopend door de toenmalige burgemeester van Amsterdam Antonie Röell. Vanaf het koffiehuis voer een bootje naar het tramstation aan de overkant van het IJ, om aan te sluiten op de Waterlandse tram. Het koffiehuis en niet het tramstation in Noord gold als beginpunt van de rit naar Purmerend of Volendam. Sinds de overname van de lijnen door de NZHVM hanteerde zij de officiële benaming Trambootstation.
In 1932 werd het gebouw aam de oostzijde uitgebreid. Vanaf 1 december 1932 werd de exploitatie van (Tweede) Noord-Hollandsche Tramweg-Maatschappij (TNHT) overgenomen door de NZH – sindsdien wordt het gebouw Noord-Zuid Hollandsch Koffiehuis genoemd. In de volksmond werd het vaak Het Koffiehuis genoemd.
Na de opheffing van de tram naar Volendam in 1956 vertrokken de vervangende bussen van de NACO vanaf de Valkenweg in Amsterdam-Noord ook na de opening van de IJtunnel in 1968. Vanaf 1970 vertrokken de bussen vanaf het Waterlooplein en vanaf 1972 vanaf de Prins Hendrikkade ter hoogte van het terug te keren Noord-Zuid Hollandsch Koffiehuis.
Het in late art-nouveaustijl gebouwde koffiehuis moest in 1972 wijken voor de metrobouw. Het werd geheel gedemonteerd. De genummerde onderdelen van het gebouw werden opgeslagen in pakhuis Insulinde.
In 1980 werd het weer opgebouwd, met gebruikmaking van oude onderdelen, zij het op een iets andere locatie. Het gebouw werd gedeeltelijk bovenop het caisson van het ondergrondse metrostation gezet.
Voorts werd in dezelfde stijl een aanbouw gerealiseerd met een torentje om het informatie- en kaartverkoopkantoor van vervoerbedrijf GVB in onder te brengen. Daarnaast zetelt in het gebouw ook het VVV-kantoor, en heeft rederij Lovers hier een aanlegplaats voor de rondvaartboten. In 2003 kwam er nog een uitbreiding, inclusief een extra torentje. In 2007 kwam er aan de oostzijde in dezelfde stijl nog een uitbreiding met een losstaand informatiepunt voor toeristen.
Gedurende bijna een eeuw, van 1919 tot 2014, was Smits Koffiehuis in het gebouw gehuisvest. Sinds 2016 is er in het voormalig koffiehuis een vestiging van Loetje, Loetje Centraal.

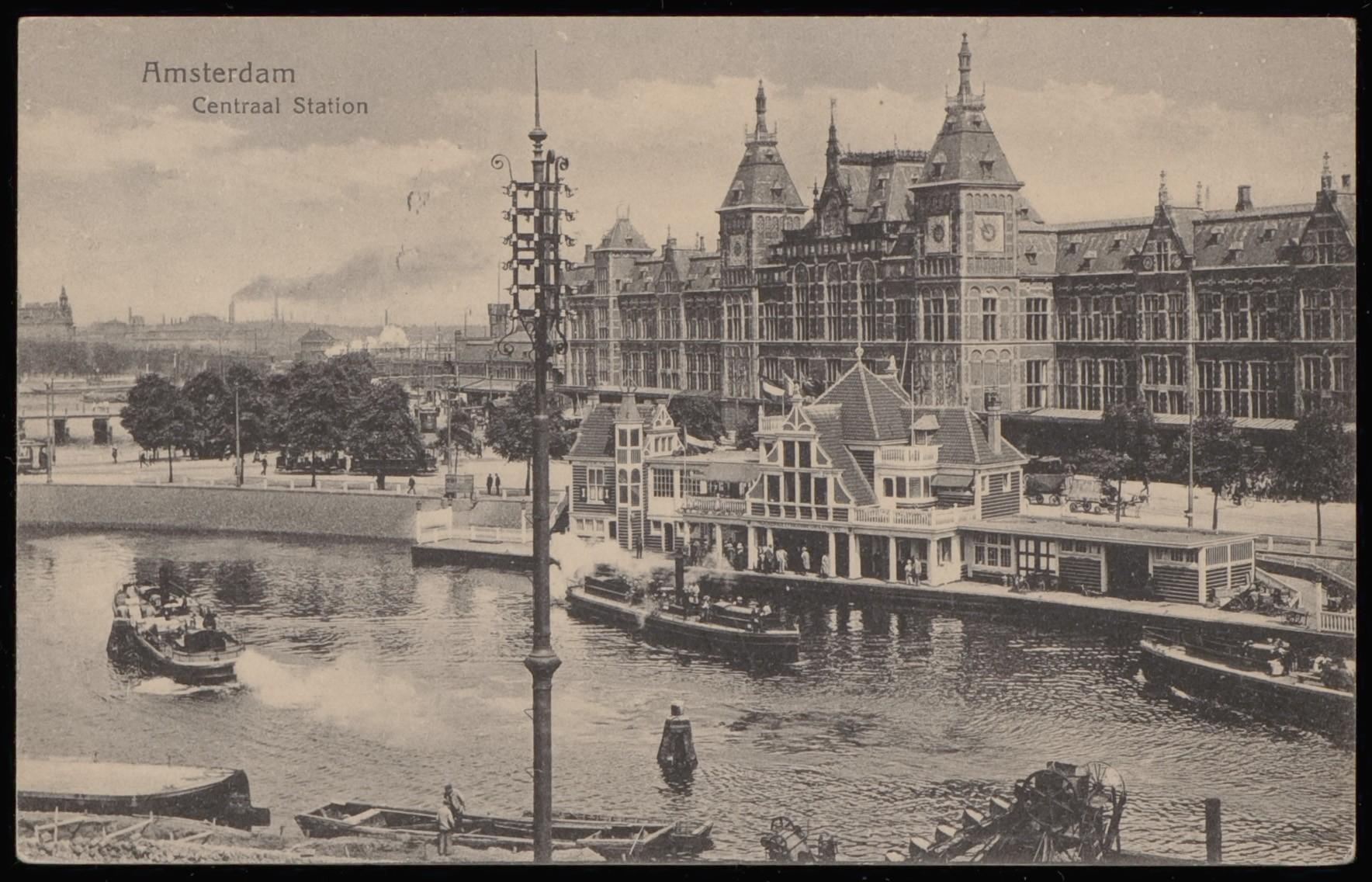
Het Noord-Hollands Koffiehuis in de beginjaren.
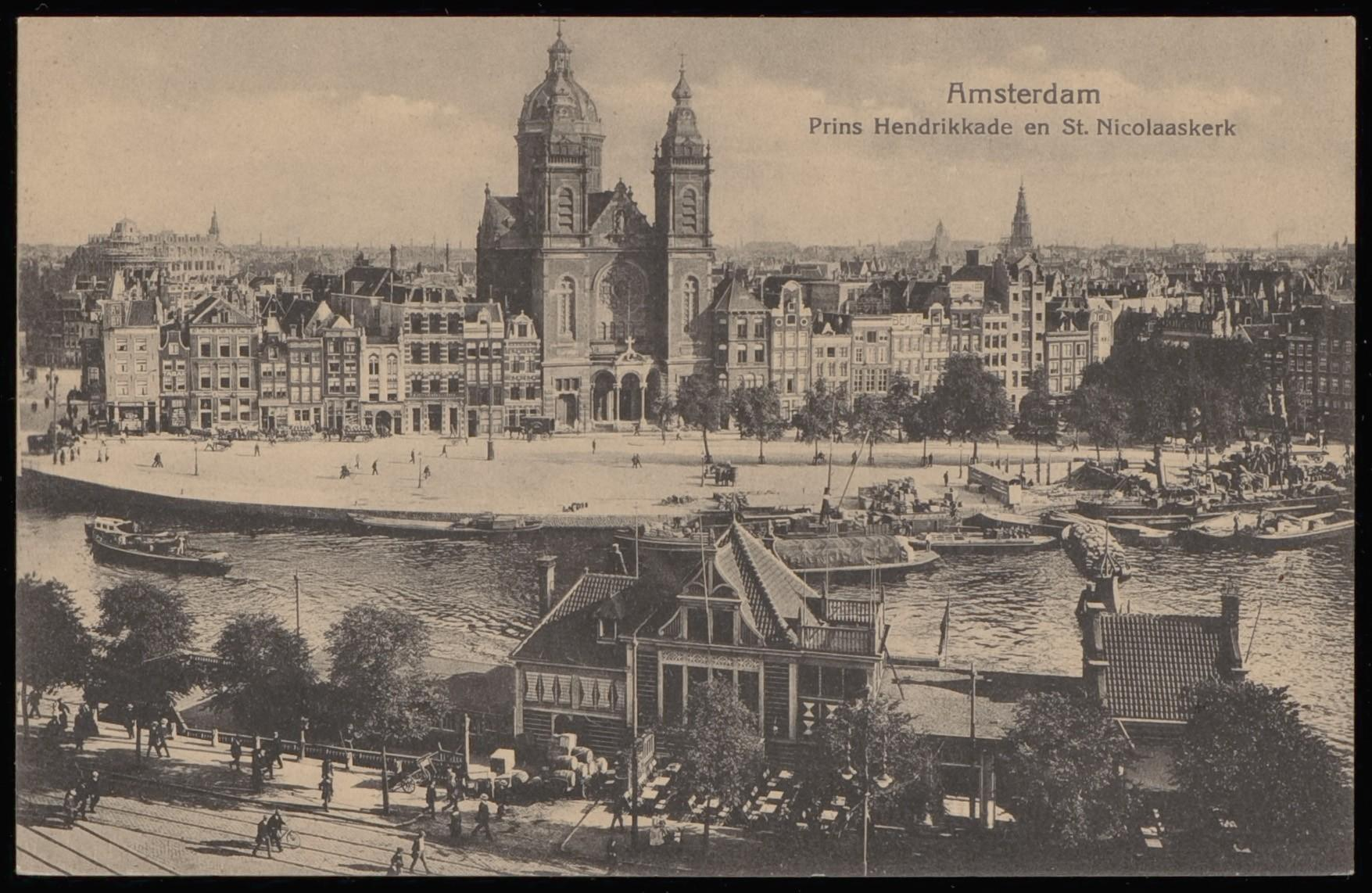
Het Noord-Hollands Koffiehuis in de beginjaren; gezien in zuidelijke richting met op de achtergrond de Sint-Nicolaaskerk.
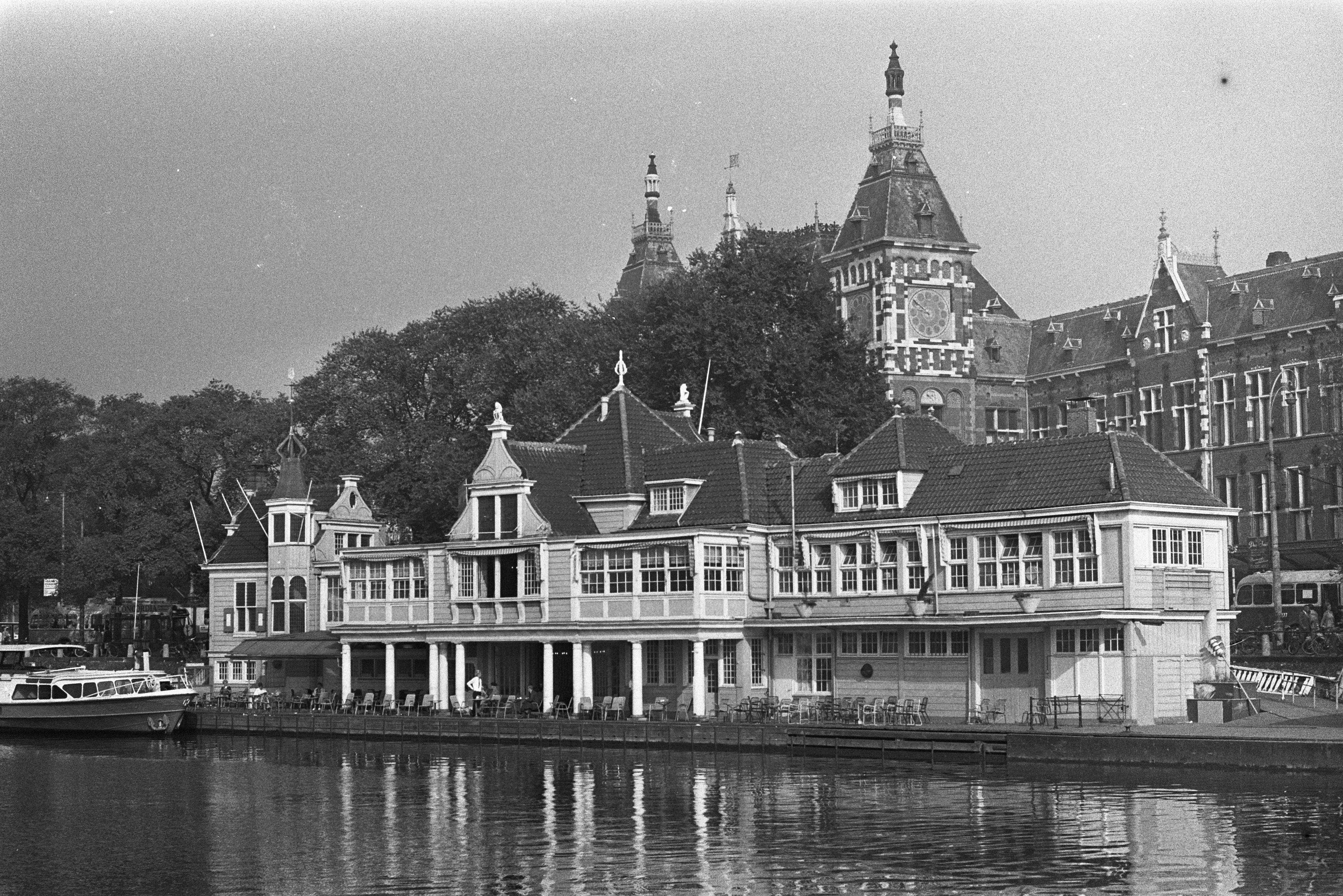
Het Noord-Zuid Hollandsch Koffiehuis in 1971, kort voor de sloop.
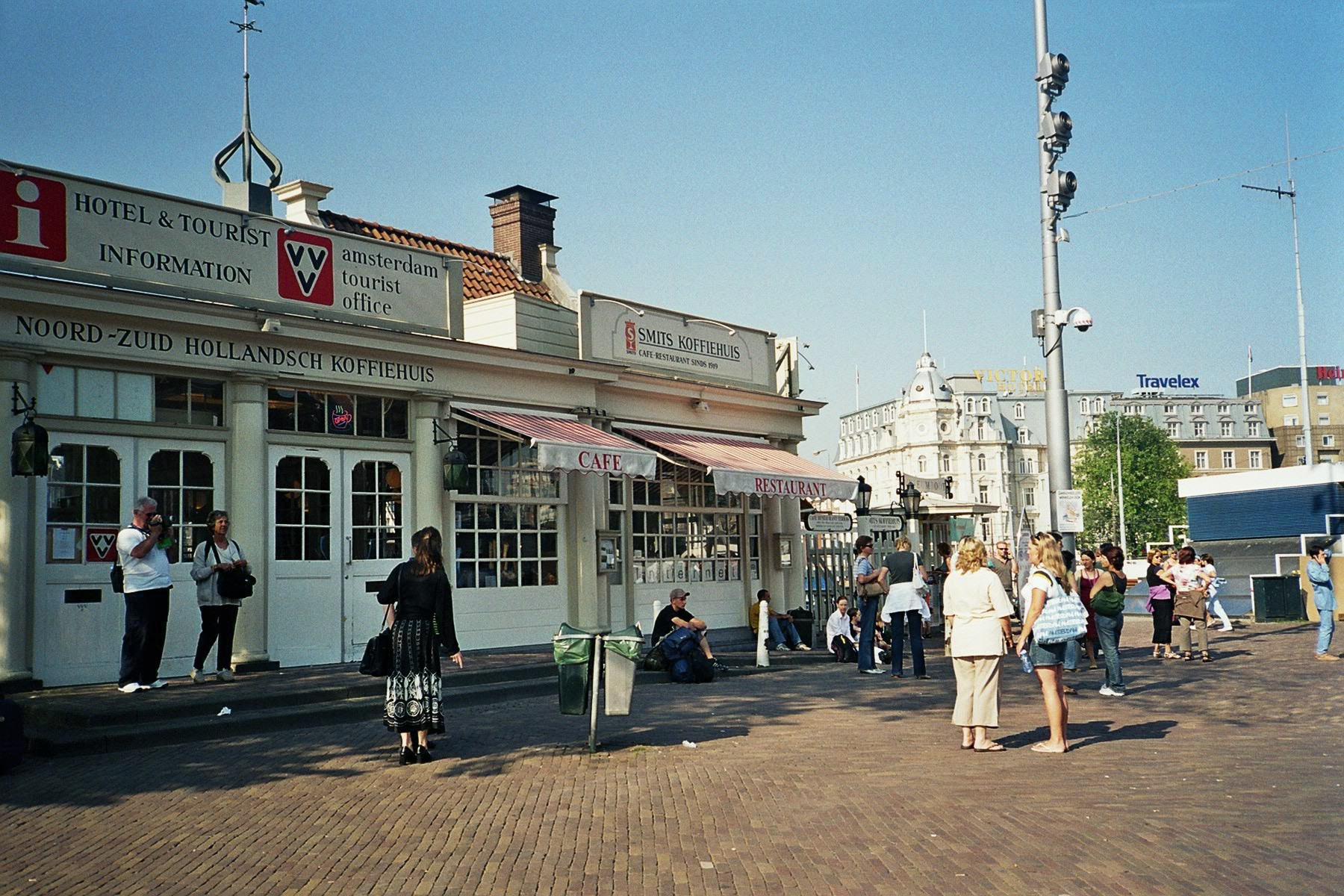
De VVV (links) en café-restaurant Smits Koffiehuis in 2006.
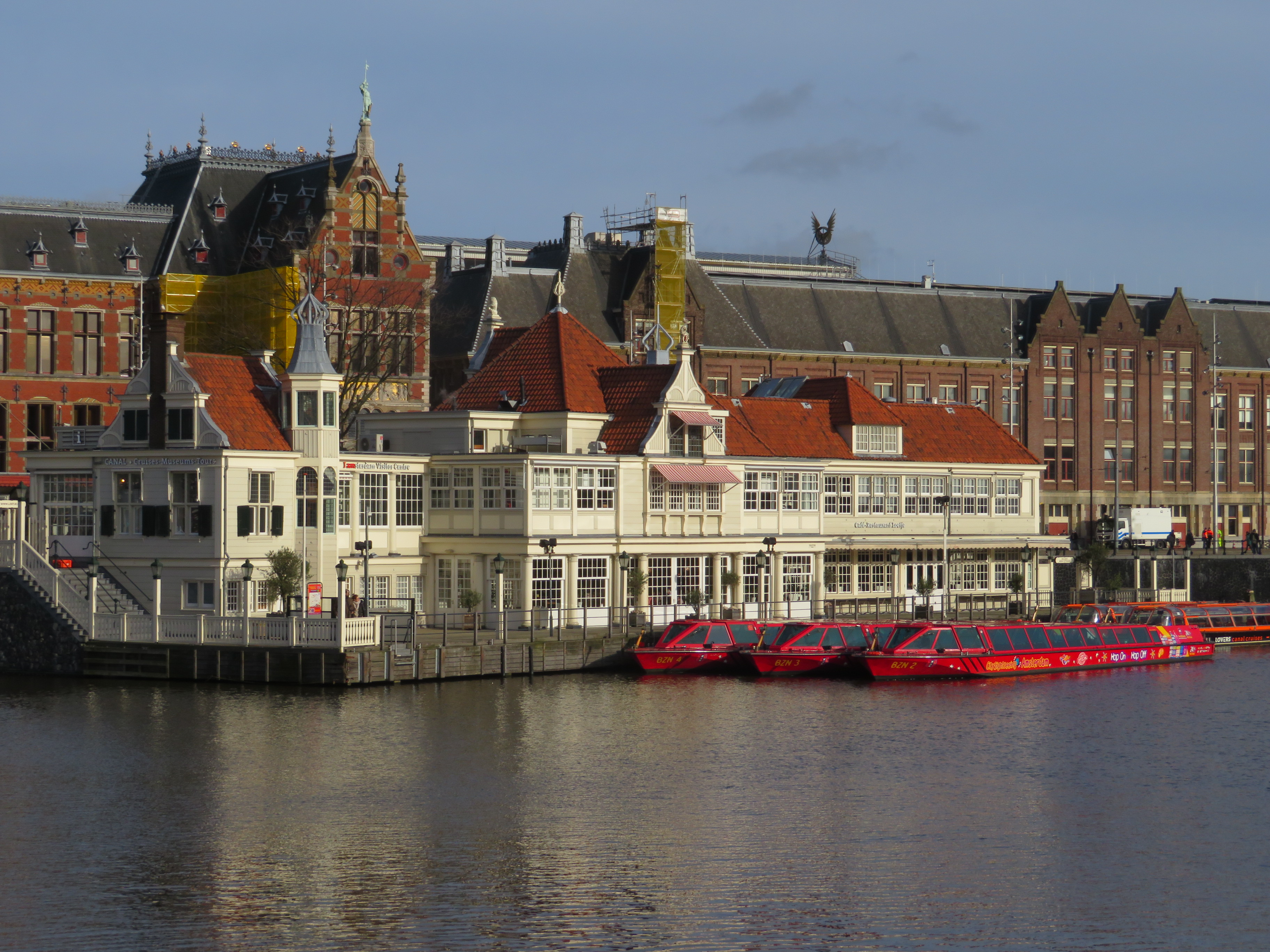
Het Koffiehuis in 2018.